# Institution nationale des colonies
L’Institution nationale des colonies est un établissement scolaire parisien en opération de 1er brumaire an VI (22 octobre 1797) au 1er vendémiaire an XI (23 septembre 1802). Son objectif était de former les futurs dirigeants de la République dans les colonies antillaises.

## Histoire

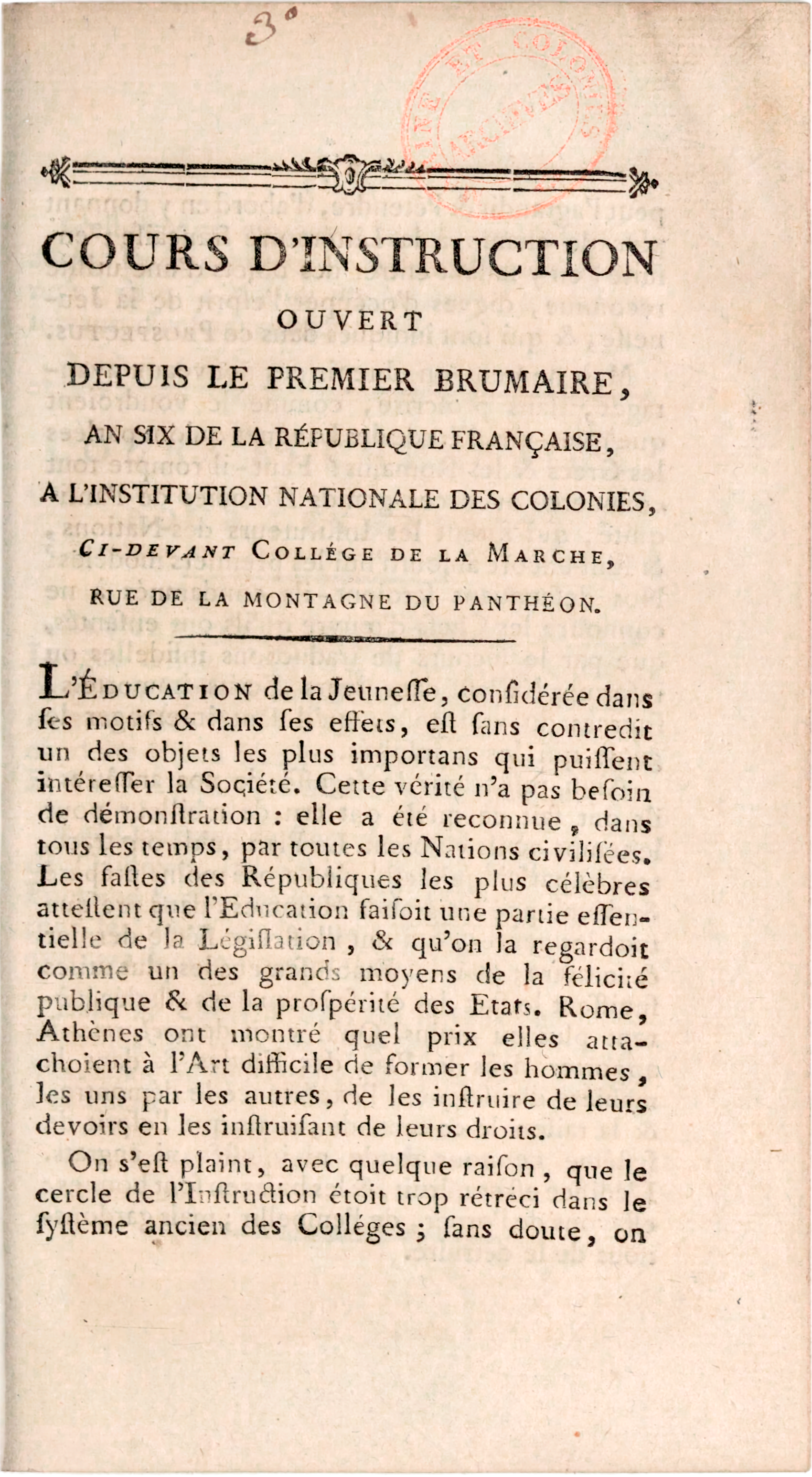
.Cours d’instruction à l’Institution nationale des colonies.

L’initiative de cet établissement est due à la prise de conscience de l’importance du développement de l’instruction publique dans les colonies, notamment la colonie de Saint-Domingue. Étienne Polverel, commissaire civil de la Deuxième Commission de la République arrivé à Saint-Domingue, le 19 septembre 1792, avait émis un premier décret en ce sens, en 1793, mais il était mort avant de pouvoir poursuivre son projet axé sur l’importance de l’enseignement des bases de la lecture, de l’écriture et du calcul en conjonction avec les droits et devoirs de la citoyenneté. Lavaux, également arrivé à Saint-Domingue avec la Deuxième Commission civile, a repris le flambeau en créant, au Cap, principale ville de la colonie, une école publique destinée aux enfants de soldats. En 1796, Julien Raimond étend aux enfants des anciens esclaves l’éducation publique, qui combinait la lecture, l’écriture et le calcul de base avec le catéchisme républicain et les travaux agricoles.
N’allant pas au-delà du primaire, ces écoles étaient très insuffisantes, en dépit de ces débuts très prometteurs, pour répondre aux besoins de toute la colonie. Les parents désireux d’assurer à leurs enfants une éducation secondaire ne pouvaient le faire qu’en les envoyant à grand frais en France. L’abbé Grégoire, anti-esclavagiste cofondateur de la Société des amis des Noirs, également persuadé de la nécessité d’instruire les enfants issus des colonies françaises, était intervenu auprès des membres de la Troisième Commission, Sonthonax, Giraud et Raimond, juste avant leur départ pour Saint-Domingue, le 23 janvier 1796, pour souligner l’importance du développement de l’instruction publique dans la colonie, précisant notamment l’abondance de manuels scolaires inutilisés laissés par les anciennes écoles religieuses, qui pouvaient être réservés aux colonies.

La création de l’Institution nationale des colonies, en juin 1796, est due à Pierre-Louis Ginguené, abolitionniste de longue date membre de la Société des Amis des Noirs, alors directeur général de l’instruction publique au ministère de l’Intérieur sous le Directoire, avec la protection du ministre de la marine Laurent Truguet. Le titre 18 de la loi de nivôse, qui confirmait l’engagement général de l’État envers l’instruction publique, annonçait en outre, dans un deuxième article, un programme annuel de bourses, où 

« six jeunes individus sans distinction de couleur, pour être, aux frais de la nation, transportés en France, et entretenus, pendant le temps nécessaire à leur éducation, dans les écoles spéciales. »

 Les visées du Directoire n’étaient pas entièrement altruistes puisqu’il s’agissait également de 

« s’assurer dans la personne de ces enfants des otages de la fidélité de leurs pères devenus par la force des circonstances les maitres absolus de la colonie. »

Sur les conseils de Grégoire, le ministre de la Marine et des Colonies, Laurent Truguet, confie, en 1797, la mission d’instruction à l’abbé Jean-Baptiste Coisnon, ancien principal des collèges de la Marche et de Navarre. Deux catégories d’élèves étaient confiés à l’Institution nationale : des fils d’officiers morts dont le gouvernement prenait la pension en charge ou des fils de Noirs ou de mulâtres qui avaient rendu des services à la France, et des enfants de colons réfugiés dont la pension était avancée par le gouvernement, qui se remboursait sur les revenus des propriétés à Saint-Domingue. Le caractère semi-officiel de l’établissement a produit un grand nombre de documents sur les élèves, leurs études et la vie scolaire à cette époque. Ces élèves recevaient la même éducation que les autres élèves de Coisnon. Contrairement à Saint-Domingue, le programme d’étude ne comprenant pas de « travaux pratiques ». Comme dans la métropole, les enfants étudiaient les lettres, la philosophie, l’histoire, les mathématiques, le dessin, l’architecture et les fortifications. Ils pratiquaient l’escrime et la danse. Après avoir obtenu leur diplôme, la plupart des élèves de couleur entraient dans l’armée. Les autres étaient placés en apprentissage. La remise des prix à l’Institution nationale des colonies était l’un des événements marquants de la vie de la République, relayé par la presse républicaine

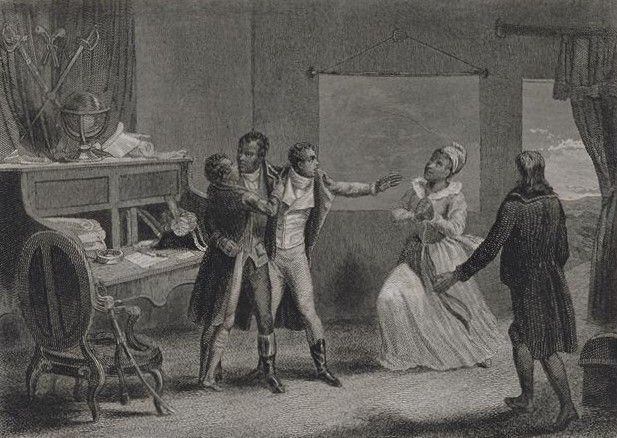
Le général Toussaint Louverture retrouve ses deux fils, Placide et Isaac, tandis que leur professeur, l’abbé Coisnon, lui remet une lettre de Bonaparte.

En 1801, l’Institution nationale comptait quarante-deux élèves : vingt-sept Blancs, sept mulâtres et huit Noirs, la majorité originaires de Saint-Domingue. Parmi les boursiers antillais, se trouvaient des Blancs et des métis, descendants de planteurs, mais également des Noirs, depuis que les révoltes d’esclaves leur avait permis d’accéder au pouvoir dans la colonie de Saint-Domingue. Le général Toussaint Louverture ayant aussitôt demandé cette faveur pour ses deux fils ainés, Placide et Isaac, ces derniers ont été en envoyés en France avec cinq autres jeunes Noirs, avant même que le gouvernement ait été prévenu de leur départ. Arrivés en France, ils ont d’abord été placés à l’École de Liancourt, avant d’être confiés, le 3 février 1797, à l’abbé Coisnon, qui installe, en octobre 1797, sa maison d’éducation dans les locaux de l’ancien collège de la Marche, renommé Institut national des Colonies. Outre les fils Louverture, on trouve, parmi les enfants célèbres de l’Institution, Ferdinand Christophe, fils d’Henri Christophe, futur roi d’Haïti, Louis Rigaud, fils d’André Rigaud.

L’échec de l’expédition Leclerc à Saint-Domingue, afin de rétablir l’autorité de la métropole dans la colonie française en plein soulèvement interrompt l’envoi en France de nouvelles recrues. La réaction conservatrice sous Bonaparte, qui entérine le désarmement des troupes noires de Guadeloupe et de Saint-Domingue et le rétablissement de l’esclavage, se solde par la fermeture de l’école par le ministre de la marine Denis Decrès, et le renvoi sans ménagements des élèves de couleur : 

« Le ministre Decrès vint à l’Institution, fit réunir dans la cour tous les américains et leur tint un discours très dur. Le gouvernement ne veut plus se charger de leur éducation, il en a déjà trop fait pour des êtres comme nous. »